# Nagy Izabella

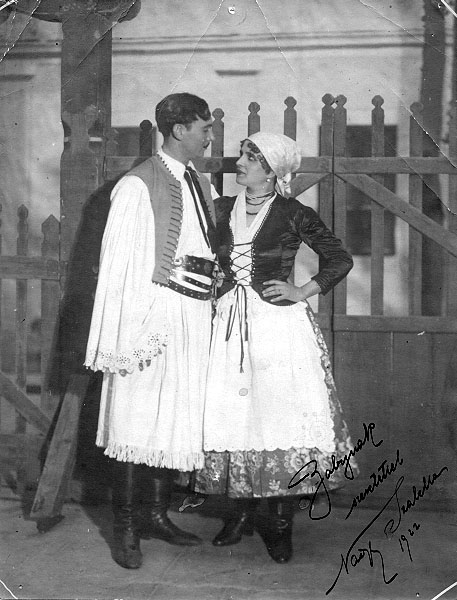
Szabados Béla: Bolond Istók. Városi Színház, 1922. Cselényi József (Bolond Istók) és Nagy Izabella (Boriska)

Nagy Izabella (eredeti neve: Zsombor Izabella) (Győr, 1896. július 17. – Budapest, 1960. január 31.) magyar színésznő, operaénekes (mezzoszoprán).

## Életpályája
Iskoláit Veszprémben végezte el. Noseda Károlynál és Rékai Nándornál tanult énekelni. 1921-ben debütált a Budai Színkörben. 1921–1922 között a Vígszínházban játszott. 1922-1923 között a Magyar Állami Operaház magánénekese volt, de fellépett a Városi Színházban is. 1923-tól a Nemzeti Színház tagja volt; látható volt a Magyar Állami Operaházban és a Magyar Rádióban is. 1937-ben Berlinben vendégszerepelt. 1945-ben az Igazolóbizottság fél évre eltiltotta a szerepléstől. Utolsó rádiófelvétele 1957-ben készült.
Énekelt magyar nótákat, játszott népszínművekben, általában Cselényi József partnereként.

## Családja
Szülei: Zsombor László és Hajdár Izabella voltak. Nevelőapja, Nagy Gyula a Pester Lloyd rendőri és törvényszéki rovatvezetője volt. Testvére, Nagy László (1906-?) operatőr volt. 1924. május 28-án Budapesten házasságot kötött dr. Ferentzy József Károly Tivadar részvénytársasági igazgatóval.
Sírja a Farkasréti temetőben található (41-1-112).

## Színházi szerepei
- Tóth Ede: A falu rossza...Finum Rózsi
- Bizet: Carmen....Carmen
- Kodály Zoltán: Háry János....Örzse
- Kodály Zoltán: Székelyfonó....Gazdaasszony
- Suppé: A szép Galathea....Ganymed
- Suppé: Boccaccio....Izabella
- Offenbach: Orfeusz az alvilágban....Közvélemény

## Filmjei
- János vitéz (1938)